# Liste d'abréviations en physique
Cette page présente quelques sigles et abréviations utilisés couramment en physique.
- Haut – A
- B
- C
- D
- E
- F
- G
- H
- I
- J
- K
- L
- M
- N
- O
- P
- Q
- R
- S
- T
- U
- V
- W
- X
- Y
- Z

## A arrivée
- A : potentiel vecteur
- A : nombre de masse d'un noyau atomique
- AC ou CA : courant alternatif
- AM ou MA : modulation d'amplitude
- ARQS : approximation des régimes quasi stationnaires

- Haut – A
- B
- C
- D
- E
- F
- G
- H
- I
- J
- K
- L
- M
- N
- O
- P
- Q
- R
- S
- T
- U
- V
- W
- X
- Y
- Z

## B
- B : champ magnétique
- BT : basse tension
- BC : bande de conduction
- BV : bande de valence
- b :  buzzer

- Haut – A
- B
- C
- D
- E
- F
- G
- H
- I
- J
- K
- L
- M
- N
- O
- P
- Q
- R
- S
- T
- U
- V
- W
- X
- Y
- Z

## C
- c : célérité ou vitesse de la lumière dans le vide
- C : concentration

- Haut – A
- B
- C
- D
- E
- F
- G
- H
- I
- J
- K
- L
- M
- N
- O
- P
- Q
- R
- S
- T
- U
- V
- W
- X
- Y
- Z

## D
- DC ou CC : courant continu

- Haut – A
- B
- C
- D
- E
- F
- G
- H
- I
- J
- K
- L
- M
- N
- O
- P
- Q
- R
- S
- T
- U
- V
- W
- X
- Y
- Z

## E
- e : charge élémentaire
- e− : l'électron
- e+ : le positron
- E : champ électrique
- ECOC : ensemble complet d'observables qui commutent
- ETL : équilibre thermodynamique local
- eV : électron-volt
- ε : permittivité électrique

- Haut – A
- B
- C
- D
- E
- F
- G
- H
- I
- J
- K
- L
- M
- N
- O
- P
- Q
- R
- S
- T
- U
- V
- W
- X
- Y
- Z

## F
- f : force
- f : fréquence
- fem : force électromotrice
- FM ou MF : modulation de fréquence

- Haut – A
- B
- C
- D
- E
- F
- G
- H
- I
- J
- K
- L
- M
- N
- O
- P
- Q
- R
- S
- T
- U
- V
- W
- X
- Y
- Z

## G
- G : constante gravitationnelle
- G : enthalpie libre

- Haut – A
- B
- C
- D
- E
- F
- G
- H
- I
- J
- K
- L
- M
- N
- O
- P
- Q
- R
- S
- T
- U
- V
- W
- X
- Y
- Z

## H
- h : constante de Planck
- H : hamiltonien
- H : enthalpie
- H(jω) : fonction de transfert
- HTA : haute tension A
- HTB : haute tension B

- Haut – A
- B
- C
- D
- E
- F
- G
- H
- I
- J
- K
- L
- M
- N
- O
- P
- Q
- R
- S
- T
- U
- V
- W
- X
- Y
- Z

## I
- I ou i : intensité électrique (lorsque l'on utilise les minuscules, la grandeur dépend du temps). Voir aussi Inertance.

- Haut – A
- B
- C
- D
- E
- F
- G
- H
- I
- J
- K
- L
- M
- N
- O
- P
- Q
- R
- S
- T
- U
- V
- W
- X
- Y
- Z

## J
- J : densité de courant

- Haut – A
- B
- C
- D
- E
- F
- G
- H
- I
- J
- K
- L
- M
- N
- O
- P
- Q
- R
- S
- T
- U
- V
- W
- X
- Y
- Z

## K
- kB : constante de Boltzmann
- kWh : kilowatt-heure

- Haut – A
- B
- C
- D
- E
- F
- G
- H
- I
- J
- K
- L
- M
- N
- O
- P
- Q
- R
- S
- T
- U
- V
- W
- X
- Y
- Z

## L
- L : lagrangien

- Haut – A
- B
- C
- D
- E
- F
- G
- H
- I
- J
- K
- L
- M
- N
- O
- P
- Q
- R
- S
- T
- U
- V
- W
- X
- Y
- Z

## M
- μ : perméabilité magnétique
- m : masse

- Haut – A
- B
- C
- D
- E
- F
- G
- H
- I
- J
- K
- L
- M
- N
- O
- P
- Q
- R
- S
- T
- U
- V
- W
- X
- Y
- Z

## N
- N : nombre de neutrons d'un noyau atomique. Voir aussi Caractéristiques physiques d'un noyau atomique
- N ou NA : nombre d'Avogadro, nombre d'entités dans une mole

- Haut – A
- B
- C
- D
- E
- F
- G
- H
- I
- J
- K
- L
- M
- N
- O
- P
- Q
- R
- S
- T
- U
- V
- W
- X
- Y
- Z

## O
- OPPS : onde plane progressive sinusoïdale
- ω : vitesse angulaire, pulsation

- Haut – A
- B
- C
- D
- E
- F
- G
- H
- I
- J
- K
- L
- M
- N
- O
- P
- Q
- R
- S
- T
- U
- V
- W
- X
- Y
- Z

## P
- p : la quantité de mouvement d'un corps, ou bien le proton
- PFD : le principe fondamental de la dynamique
- φ : physique
- ψ : fonction d'onde

- Haut – A
- B
- C
- D
- E
- F
- G
- H
- I
- J
- K
- L
- M
- N
- O
- P
- Q
- R
- S
- T
- U
- V
- W
- X
- Y
- Z

## Q
- Q : charge électrique

- Haut – A
- B
- C
- D
- E
- F
- G
- H
- I
- J
- K
- L
- M
- N
- O
- P
- Q
- R
- S
- T
- U
- V
- W
- X
- Y
- Z

## R
- R : resistance
- RDM : résistance des matériaux (mécanique)
- RFD : relation fondamentale de la dynamique
- RLC : circuit électrique formé d'une résistance, d'une bobine et d'un condensateur
- RSF : régime sinusoïdal forcé
- ρ : densité de charge électrique

- Haut – A
- B
- C
- D
- E
- F
- G
- H
- I
- J
- K
- L
- M
- N
- O
- P
- Q
- R
- S
- T
- U
- V
- W
- X
- Y
- Z

## S
- S : vecteur de Poynting
- S : entropie
- SpG : gravité spécifique

- Haut – A
- B
- C
- D
- E
- F
- G
- H
- I
- J
- K
- L
- M
- N
- O
- P
- Q
- R
- S
- T
- U
- V
- W
- X
- Y
- Z

## T
- t : temps
- t : température en degré Celsius
- T : température en kelvin
- TBT : très basse tension
- THT : très haute tension
- TMC : théorème du moment cinétique

## U
- u ou uma : unité de masse atomique
- U ou u : tension électrique (lorsque l'on utilise les minuscules, la grandeur dépend du temps)

- Haut – A
- B
- C
- D
- E
- F
- G
- H
- I
- J
- K
- L
- M
- N
- O
- P
- Q
- R
- S
- T
- U
- V
- W
- X
- Y
- Z

## V
- V : potentiel électrique

- Haut – A
- B
- C
- D
- E
- F
- G
- H
- I
- J
- K
- L
- M
- N
- O
- P
- Q
- R
- S
- T
- U
- V
- W
- X
- Y
- Z

## W
- W+ et W− : boson W

- Haut – A
- B
- C
- D
- E
- F
- G
- H
- I
- J
- K
- L
- M
- N
- O
- P
- Q
- R
- S
- T
- U
- V
- W
- X
- Y
- Z

## Z
- Z : numéro atomique d'un noyau
- Z0 : boson Z

- Haut – A
- B
- C
- D
- E
- F
- G
- H
- I
- J
- K
- L
- M
- N
- O
- P
- Q
- R
- S
- T
- U
- V
- W
- X
- Y
- Z